# Campeonato Carioca de Futebol de 2024 - Série C
O Campeonato Carioca da Série C de 2024 foi a quarta edição da quinta divisão do campeonato estadual de futebol profissional do Rio de Janeiro. A competição foi organizada pela Federação de Futebol do Estado do Rio de Janeiro (FERJ) e contou com a participação de 10 clubes. O campeão desta edição foi o Niteroiense ao derrotar o Uni Souza nos pênaltis. Ambas as equipes conquistaram o acesso para o Campeonato Carioca Série B2.

## Regulamento

### Primeira Fase (Taça Waldir Amaral)
Na disputa da Taça Waldir Amaral todas as equipes integrarão um único grupo e jogarão entre si, dentro deste grupo, nove rodadas em turno único. Ao final das nove rodadas da primeira fase a equipe melhor colocada será declarada campeã da Taça Waldir Amaral, além de que as quatro equipes melhores colocadas se classificarão às semifinais. 

#### Critérios de Desempate
Ocorrendo empate em pontos ganhos entre duas ou mais equipes ao final da 9ª rodada da primeira fase, serão aplicados, sucessivamente, os seguintes critérios de desempate:
1º) Maior número de vitórias; 
 2º) Maior saldo de gols;
 3º) Maior número de gols pró;
 4º) Confronto direto, somente entre dois clubes;
 5º) Menor número de cartões amarelos;
 6º) Sorteio público na sede da Federação, em dia e horário a serem determinados

### Fase Final

#### Semifinal
As equipes classificadas formarão os confrontos das Semifinais do Campeonato através de cruzamento olímpico, em partidas de ida e volta. As equipes classificadas em 1º e 2º lugar da Primeira Fase, jogarão as suas partidas das Semifinais do Campeonato com a vantagem do empate em pontos e saldo de gols e terão direito de exercer preferencialmente o poder de escolha do mando de campo de uma das partidas das Semifinais.

#### Final
Os vencedores dos confrontos das semifinais jogarão a grande Final do Campeonato Estadual da Série C mediante confronto direto, em partidas de ida e volta. A equipe melhor classificada na Primeira Fase, dentre as duas finalistas, terá o direito de exercer preferencialmente o poder de escolha do mando de campo de uma das duas partidas da Final. Diferentemente da Semifinal, na Final, não haverá vantagem do empate, no caso do empate no placar agregado, o desempate será realizado em disputa de pênaltis.

### Promoção
As equipes campeã e vice-campeã da Série C de 2024 estarão promovidas para Série B2 de Profissionais que será disputada em 2024

## Participantes
| Equipe        | Cidade                | Em 2023        | Estádio                   | Capacidade | Títulos        |
| ------------- | --------------------- | -------------- | ------------------------- | ---------- | -------------- |
| CAAC Brasil   | Rio de Janeiro        | 4º             | Joaquim de Almeida Flores | 5 000      | 0 (não possui) |
| Campos        | Campos dos Goytacazes | 7º             | Ferreirão                 | 2 000      | 0 (não possui) |
| Niteroiense   | Niterói               | Estreante      | Concha Acústica           | 400        | 0 (não possui) |
| Paraty        | Paraty                | 10º            | Jair Toscano de Brito     | 500        | 0 (não possui) |
| EC Resende    | Resende               | 17º            | Marrentão                 | 3 334      | 0 (não possui) |
| Riostrense    | Rio das Ostras        | 18º            | Glauco Carvalho           | 5 000      | 0 (não possui) |
| Santa Cruz-RJ | Rio de Janeiro        | Não Participou | Marrentão                 | 3 334      | 0 (não possui) |
| Uni Souza     | Rio de Janeiro        | 3º             | Moça Bonita               | 9 024      | 0 (não possui) |
| União Central | Rio de Janeiro        | 13º            | Joaquim de Almeida Flores | 5 000      | 0 (não possui) |
| Vera Cruz     | Petrópolis            | 11º            | Atilio Marotti            | 8 500      | 0 (não possui) |

## Primeira Fase (Taça Waldir Amaral)

### Classificação
| Pos | Equipe        | Pts | J | V | E | D | GP | GC | SG  | Classificação ou descenso                    |     | NIT  | VCZ | USO | CAA | ECR | UCE | SCZ  | ROS | CAC | PTY |
| --- | ------------- | --- | - | - | - | - | -- | -- | --- | -------------------------------------------- | --- | ---- | --- | --- | --- | --- | --- | ---- | --- | --- | --- |
| 1   | Niteroiense   | 24  | 9 | 8 | 0 | 1 | 24 | 3  | +21 | Campeão da Taça Waldir Amaral e classificado |     | —    | 0–1 |     | 2–0 | 3–0 |     | 6–0  | 2–0 |     |     |
| 2   | Vera Cruz     | 20  | 9 | 6 | 2 | 1 | 16 | 4  | +12 | Classificado para a Fase Final               |     |      | —   | 1–1 |     |     | 2–0 | 1–1  |     | 1–0 |     |
| 3   | Uni Souza     | 20  | 9 | 6 | 2 | 1 | 14 | 2  | +12 | Classificado para a Fase Final               |     | 0–1  |     | —   | 0–0 |     | 4–0 |      |     | 1–0 | 1–0 |
| 4   | Campos        | 18  | 9 | 5 | 3 | 1 | 11 | 5  | +6  | Classificado para a Fase Final               |     |      | 1–0 |     | —   |     | 2–2 |      | 2–0 | 3–0 | 1–0 |
| 5   | EC Resende    | 14  | 9 | 4 | 2 | 3 | 9  | 10 | −1  |                                              |     |      | 0–4 | 0–2 | 0–0 | —   |     | 3–0* | 2–1 |     |     |
| 6   | União Central | 12  | 9 | 3 | 3 | 3 | 7  | 12 | −5  |                                              | 0–2 |      |     |     | 0–0 | —   |     | 1–0  |     | 2–1 |     |
| 7   | Santa Cruz-RJ | 8   | 9 | 2 | 2 | 5 | 9  | 19 | −10 |                                              |     |      | 0–1 | 1–2 |     | 1–1 | —   |      | 5–1 | 1–0 |     |
| 8   | Riostrense    | 6   | 9 | 2 | 0 | 7 | 8  | 16 | −8  |                                              |     | 0–3* | 0–4 |     |     |     | 4–0 | —    | 0–2 |     |     |
| 9   | CAAC Brasil   | 4   | 9 | 1 | 1 | 7 | 6  | 19 | −13 |                                              | 1–4 |      |     |     | 0–2 | 0–1 |     |      | —   | 2–2 |     |
| 10  | Paraty        | 1   | 9 | 0 | 1 | 8 | 5  | 19 | −14 |                                              | 1–4 | 1–3  |     |     | 0–2 |     |     | 0–3  |     | —   |     |

### Premiação
| Taça Waldir Amaral de 2024       |
| -------------------------------- |
| Niteroiense Campeão (1.º título) |

## Fase Final
Em itálico, as equipes que jogarão a segunda partida como mandante e/ou pelo empate por ter melhor campanha e em negrito as equipes vencedoras das partidas. Na final, não há vantagem de empate para nenhuma equipe.
|  | Semifinais  | Semifinais | Semifinais | Semifinais |       |                   | Final | Final | Final | Final |
|  |             |            |            |            |       |                   |       |       |       |       |
|  | Niteroiense | 2          | 1          | 3          |       |                   |       |       |       |       |
|  | Campos      | 0          | 1          | 1          |       |                   |       |       |       |       |
|  | Campos      | 0          | 1          | 1          |       | Niteroiense (pen) | 1     | 1     | 2 (5) |       |
|  |             |            |            |            |       | Niteroiense (pen) | 1     | 1     | 2 (5) |       |
|  |             | Uni Souza  | 1          | 1          | 2 (4) |                   |       |       |       |       |
|  | Vera Cruz   | Uni Souza  | 1          | 1          | 2 (4) | 0                 | 1     | 1     |       |       |
|  | Vera Cruz   |            |            |            |       | 0                 | 1     | 1     |       |       |
|  | Uni Souza   | 1          | 1          | 2          |       |                   |       |       |       |       |

### Semifinais
Jogos de ida
| 14 de julho | Uni Souza          | 1 – 0         | Vera Cruz | Rio de Janeiro                                                                                   |  |
| 14:45       | Diego Grigorio 73' | Súmula (FERJ) |           | Estádio: Estádio de Moça Bonita Público: 81 Renda: R$ 435,00 Árbitro: RJ Júlio César de Oliveira |  |

| 15 de julho | Campos | 0 – 2         | Niteroiense    | Cardoso Moreira |  |
| 14:45       |        | Súmula (FERJ) | Sassá 14', 40' | Estádio: Estádio Antônio Ferreira de Medeiros Público: 76 Renda: R$ 505,00 Árbitro: RJ Lucas Neves Borja de Almeida |  |

Jogos de volta
| 21 de julho | Vera Cruz | 1 – 1 (1 – 2 agr.) | Uni Souza          | Petrópolis                                                                                           |  |
| 14:45       | Davi 53'  | Súmula (FERJ)      | Gabriel Felipe 64' | Estádio: Estádio Atilio Maroti Público: 300 Renda: R$ 3 400,00 Árbitro: RJ Jodis Nascimento de Souza |  |

| 21 de julho | Niteroiense   | 1 – 1 (3 – 1 agr.) | Campos        | Rio de Janeiro                                                                                             |  |
| 14:45       | Jhow Jhow 23' | Súmula (FERJ)      | Richard 90+3' | Estádio: Estádio Ronaldo Nazário Público: 132 Renda: R$ 865,00 Árbitro: RJ João Marcos Gonçalves Fernandes |  |

### Finais
Jogo de ida
| 28 de julho | Uni Souza           | 1 – 1         | Niteroiense   | Rio de Janeiro                                                                                       |  |
| 14:45       | Wesley Manoel 45+6' | Súmula (FERJ) | Jhow Jhow 51' | Estádio: Estádio de Moça Bonita Público: 257 Renda: R$ 1 870,00 Árbitro: RJ Jenifer Alves de Freitas |  |

Jogo de volta
| 4 de agosto | Niteroiense        | 1 – 1 (2 – 2 agr.) | Uni Souza | Rio de Janeiro                                                                                       |  |
| 14:45       | Digregor 21' (pen) | Súmula (FERJ)      | Mamed 36' | Estádio: Estádio Ronaldo Nazário Público: 300 Renda: R$ 2 200,00 Árbitro: RJ Rejane Caetano da Silva |  |

|                                            |       | Penalidades                                       |  |
| Bruno Gallo Chorão Jhow Jhow Sassá Pantera | 5 – 4 | Lucas Dick Junior Danilo Dias Bike Paulo Henrique |  |

## Premiação
| Campeonato Carioca Série C 2024  |
| Niterói                          |
| -------------------------------- |
| NITEROIENSE Campeão (1.º título) |

## Classificação geral
Fonte:
| Pos. | Equipe        | PG | J  | V | E | D | GP | GS | SG  | Classificação ou rebaixamento               |
| ---- | ------------- | -- | -- | - | - | - | -- | -- | --- | ------------------------------------------- |
| 1    | Niteroiense   | 30 | 13 | 9 | 3 | 1 | 29 | 6  | +23 | Campeão e promovido à Série B2 de 2024      |
| 2    | Uni Souza     | 26 | 13 | 7 | 5 | 1 | 18 | 5  | +13 | Vice-campeão e promovido à Série B2 de 2024 |
| 3    | Vera Cruz     | 21 | 11 | 6 | 3 | 2 | 17 | 6  | +11 | Semifinalistas                              |
| 4    | Campos        | 19 | 11 | 5 | 4 | 2 | 12 | 8  | +4  | Semifinalistas                              |
| 5    | EC Resende    | 14 | 9  | 4 | 2 | 3 | 9  | 10 | -1  |                                             |
| 6    | União Central | 12 | 9  | 3 | 3 | 3 | 7  | 12 | -5  |                                             |
| 7    | Santa Cruz-RJ | 8  | 9  | 2 | 2 | 5 | 9  | 19 | -9  |                                             |
| 8    | Riostrense    | 6  | 9  | 2 | 0 | 7 | 8  | 16 | -8  |                                             |
| 9    | CAAC Brasil   | 4  | 9  | 1 | 1 | 7 | 6  | 19 | -13 |                                             |
| 10   | Paraty        | 1  | 9  | 0 | 1 | 8 | 5  | 19 | -14 |                                             |

## Artilharia
| Gols | Jogador       | Time          |
| ---- | ------------- | ------------- |
| 8    | Jhow Jhow     | Niteroiense   |
| 7    | Sassá         | Niteroiense   |
| 6    | Feliciano     | Vera Cruz     |
| 5    | Gallo         | Niteroiense   |
| 5    | Wesley Santos | Uni Souza     |
| 4    | Anderson      | Campos        |
| 4    | Luiz Henrique | Niteroiense   |
| 4    | Wallace       | União Central |
| 3    | Arthur        | Vera Cruz     |
| 3    | Marlon        | Uni Souza     |
| 3    | Rodrigo       | Niteroiense   |
| 3    | Thawan        | Santa Cruz-RJ |
| 3    | Wesley        | EC Resende    |